# Pavonis Mons

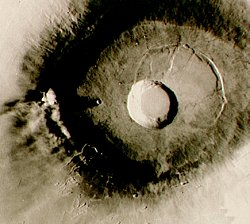
Pavonis Mons

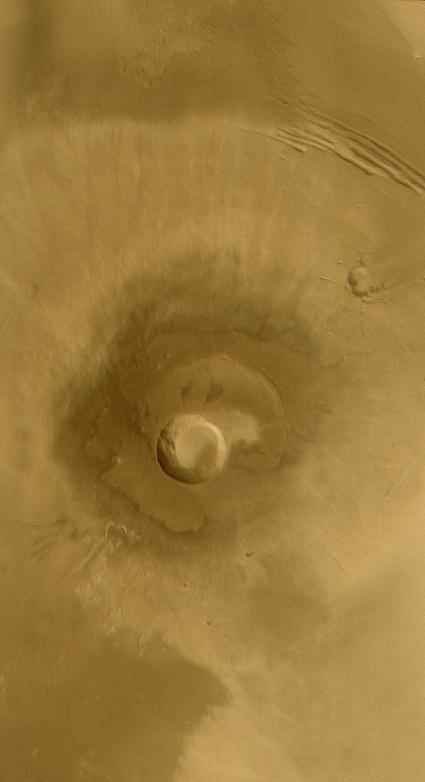
Crédito: NASA/JPL/Malin Space Science Systems

O Pavonis Mons é o vulcão central (pertencente a um grupo conhecido Tharsis Montes) na região de Tharsis próximo ao equador do planeta Marte. Ao norte fica o Ascraeus Mons, e ao sul o Arsia Mons. O maior vulcão do sistema solar, o Olympus Mons, fica a noroeste. Pavonis Mons é o nome em latim para "Montanha do Pavão".
O Pavonis Mons eleva-se 14 km acima da superfície de Marte, análises no local demonstram uma pressão atmosférica de 130 Pa (1.3 mbar). Para comparação, a montanha mais alta da Terra, o Monte Everest, eleva-se 8.85 km acima do nível do mar. No lado leste da montanha, há um conjunto de covas elípticas ou circulares, ao longo do desfiladeiro da montanha. Essas covas foram geradas por colapso associado a falhas geológicas – cada escarpa é uma linha de falha. (Tais formações são encontradas quando o solo é movido por rocha fundida ou forças tectônicas).  